# 大和町 (新潟県)

南魚沼地域における平成の大合併の地図。

大和町（やまとまち）は、新潟県南魚沼郡の町。六日町への通勤率は16.1%（平成12年国勢調査）。宿場町、門前町として発展してきた。2004年（平成16年）11月1日に、南魚沼郡の六日町と合併し、南魚沼市になった。

## 地理
- 山: 越後三山（八海山、越後駒ヶ岳、中ノ岳）
- 河川: 魚野川、水無川（水無渓谷）
- 湖沼: 大崎ダム湖

## 歴史
- 旧南魚沼郡大和町、川口町を含む旧北魚沼郡の全域、小千谷市の一部を含む地域は藪神荘と呼ばれる荘園であった。
- 1956年（昭和31年）4月1日　南魚沼郡東村、大崎村、浦佐村、藪神村が合併し、大和村誕生。
- 1962年（昭和37年）4月1日　町制施行し、大和町となる。
- 2004年（平成16年）11月1日、南魚沼郡六日町と合併、南魚沼市となる。

## 行政
- 町長：秋山 武雄

## 経済

### 産業
- 大崎菜

## 姉妹都市・提携都市

### 国内
- 岬町（千葉県夷隅郡）
1989年　友好親善町提携
- まほろば連邦
1989年5月　建国

## 教育
- 大学・専門学校
  - 国際大学
  - 北里大学保健衛生専門学院
- 高等学校
  - 新潟県立国際情報高等学校
- 中学校
  - 大和町立大和中学校（1968年に町内4校と1分校を統合し開校）
- 小学校
  - 大和町立赤石小学校 　
  - 大和町立後山小学校
  - 大和町立浦佐小学校 　
  - 大和町立大崎小学校
  - 大和町立薮神小学校 　
  - 大和町立三用小学校

## 施設

### 医療
- 新潟大学地域医療教育センター・魚沼基幹病院
- 南魚沼市立ゆきぐに大和病院

## 交通

### 鉄道
- JR上越新幹線・上越線
  - 浦佐駅
  - 八色駅

### 道路
- 高速自動車国道
  - 関越自動車道 - 大和パーキングエリア（スマートIC併設）
- 一般国道
  - 国道17号
    - 浦佐バイパス

  - 国道291号
- 主要地方道
  - 新潟県道28号塩沢大和線
  - 新潟県道58号小千谷大和線
  - 新潟県道59号大和焼野線

## 名所・旧跡・観光スポット・祭事・催事

### 名所・旧跡・観光スポット
- 奥只見レクリェーション都市公園 八色の森公園
- 八海山麓スキー場
- 吉祥山普光寺（越後浦佐毘沙門堂）
- 池田記念美術館

### 祭事・催事
- 浦佐毘沙門堂の裸押合い（無形民俗文化財）（3月3日）
- 賽の神（さいのかみ）：小正月の行事（1月中旬）
- 寒水行：八海山大崎口の不動滝（1月28日から1週間）
- 節分祭：大崎山尊神社社務所（2月3日）
- 大火渡祭：八海山尊神社（10月20日）